# Religia na Słowacji
Według spisu z 2011 roku Urzędu Statystycznego Republiki Słowackiej 62% Słowaków należało do Kościoła rzymskokatolickiego, 8,9% należało do różnych odłamów protestantyzmu, 3,8% należało do Kościoła greckokatolickiego, 0,9% należało do Kościoła Prawosławnego Czech i Słowacji, 13,4% nie należało do żadnej religii, 10,6% się nie określiło i 0,4% wyznawało inne religie.
Do najważniejszych protestanckich kościołów należą: Ewangelicki Kościół Augsburskiego Wyznania na Słowacji (5,9%), Reformowany Kościół Chrześcijański (1,8%), Kościół Ewangelicko-Metodystyczny (0,19%), Zbory Chrześcijańskie (0,14%), Kościół Apostolski (0,11%) (zielonoświątkowcy), a także baptyści (0,06%), Kościół Braterski (0,06%), adwentyści dnia siódmego (0,05%) i Czechosłowacki Kościół Husycki (0,03%).
Wśród innych mniejszości religijnych Słowacji znajdują się: Świadkowie Jehowy (0,32%), Kościół Starokatolicki (0,03%), judaizm (0,04%), neopogaństwo, bahaizm (0,02%) i mormoni (0,02%).
Według najnowszego sondażu Eurobarometru z 2010 roku 63% mieszkańców Słowacji odpowiedziało, że „wierzą, w istnienie Boga”, 23% odpowiedziało, że „wierzą, w istnienie pewnego rodzaju ducha lub siły życiowej”, a 13% odpowiedziało, że „nie wierzą, w jakiś rodzaj ducha, Boga lub siły życiowej”.

## Islam
W 2016 roku Parlament Słowacji przyjął ustawę, która blokuje możliwość uznania islamu za jedną z oficjalnych religii w kraju. Zaostrzono także przepisy dotyczące budowy meczetów (na terytorium Słowacji nie ma ani jednego). Według oficjalnych danych na Słowacji żyje maksymalnie 5 tys. wyznawców.